# Gayanes
Gayanes är en ort i Spanien.   Den ligger i provinsen Provincia de Alicante och regionen Valencia, i den östra delen av landet, 300 km sydost om huvudstaden Madrid. Gayanes ligger 443 meter över havet och antalet invånare är 357.
Terrängen runt Gayanes är huvudsakligen kuperad, men åt sydväst är den bergig. Terrängen runt Gayanes sluttar norrut.Runt Gayanes är det glesbefolkat, med 20 invånare per kvadratkilometer. Närmaste större samhälle är Alcoy, 13,6 km söder om Gayanes. Trakten runt Gayanes består till största delen av jordbruksmark.